# Раголі
Раголі, Раґолі (італ. Ragoli) — колишній муніципалітет в Італії, у регіоні Трентіно-Альто-Адідже,  провінція Тренто. З 1 січня 2016 року Раголі є частиною новоствореного муніципалітету Тре-Вілле.
Раголі розташоване на відстані близько 490 км на північ від Рима, 26 км на захід від Тренто.
Населення — 804 особи (2014).
Щорічний фестиваль відбувається 15 лютого. Покровитель — San Faustino.

## Демографія
Населення за роками:

Станом на 31 грудня 2014 року в муніципалітеті офіційно проживало 39 іноземців з 12 країн, серед них 12 громадян країн Євросоюзу та 3 громадяни України.

## Сусідні муніципалітети
- Бледжо-Інферіоре
- Дімаро-Фольгарида
- Мольвено
- Монтаньє
- Пінцоло
- Преоре
- Сан-Лоренцо-ін-Банале
- Стеніко
- Тіоне-ді-Тренто
- Туенно